# Mariage de l'empereur François-Joseph d'Autriche et de la duchesse Élisabeth en Bavière
Le mariage de l'empereur François-Joseph d’Autriche et de la duchesse Élisabeth en Bavière, sa cousine germaine, est célébré le 24 avril 1854 à l’église des Augustins à Vienne. Contrairement aux mariages arrangés qui étaient la norme dans les familles régnantes à l’époque, le couple fait un mariage d’amour. Les festivités données en l’honneur du mariage impérial durent une semaine.

## Un coup de foudre suivi d’une romance éclair

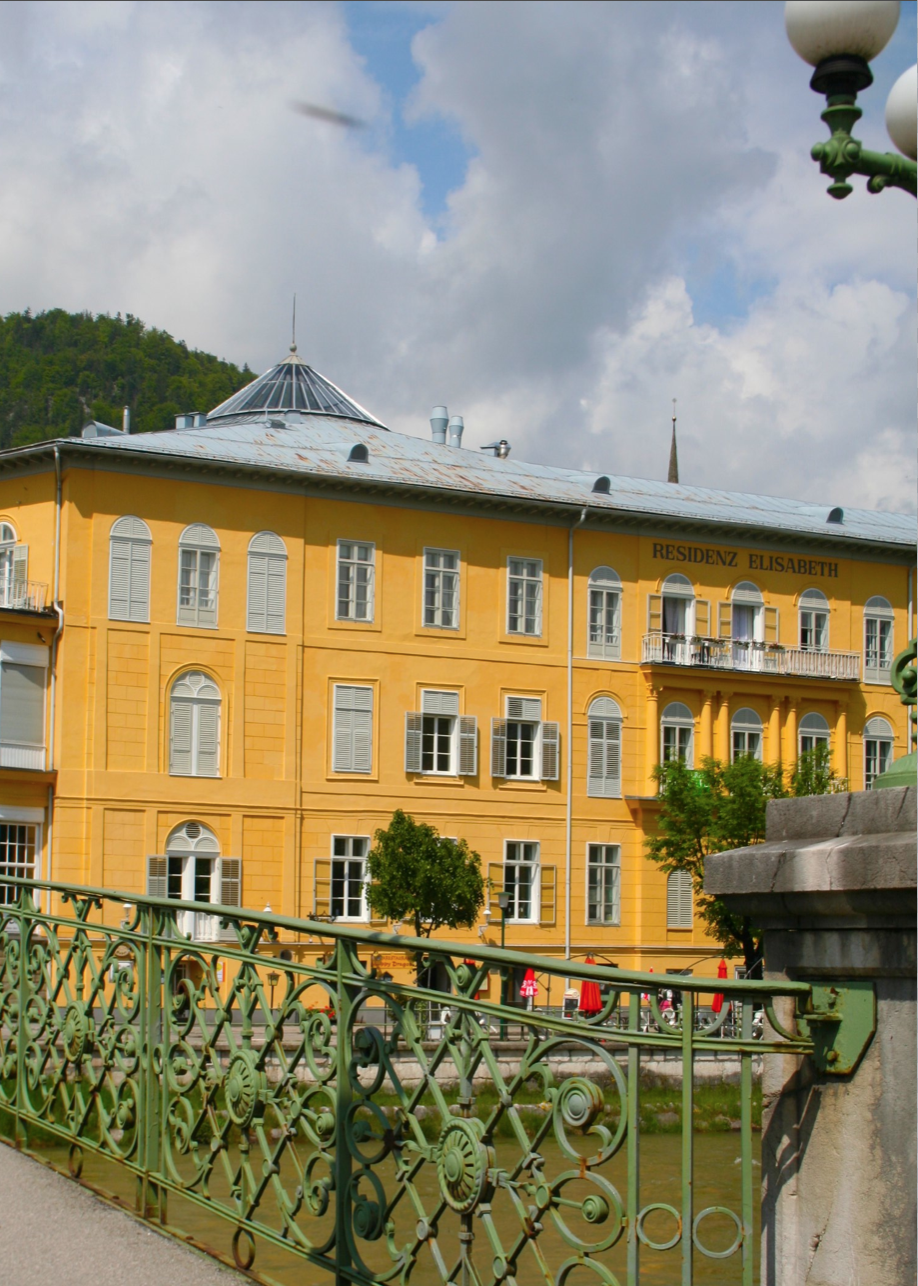
Bâtiment de l’ancien hôtel Tallachini. C’est là que la famille d’Élisabeth logea lors de son séjour en 1853. Il abrite aujourd'hui le café Sissy.

À l’été 1853, l’empereur François-Joseph s’éprend de sa cousine germaine Élisabeth en Bavière, dite Sissi, venue avec sa famille lui rendre visite à Bad Ischl pour fêter son anniversaire. Ces retrouvailles familiales sont organisées par la mère de l’empereur, l’archiduchesse Sophie, dans le but de célébrer les fiançailles de son fils et d’Hélène (19 ans), la sœur aînée d’Élisabeth (15 ans). Les fiançailles entre les deux cousins devaient être annoncées à l’issue du bal célébrant le 23e anniversaire de l’empereur. Mais, tombé éperdument amoureux de Sissi au premier regard, François-Joseph refuse d’épouser Hélène et demande la main d’Élisabeth le 19 août 1853, un jour après leur rencontre. Celle-ci lui fait part de son acceptation le lendemain et les fiançailles sont bénies en l’église Saint-Nicolas de Bad Ischl lors d’une messe.

## Les préparatifs
Pour Sissi, le temps de l'insouciance prend brutalement fin. Les précepteurs, maîtres à danser et modistes défilent au château de Possenhofen. Les lacunes de son éducation quelque peu négligée doivent être comblées en quelques mois. De même, un trousseau digne d’une impératrice d’Autriche doit être confectionné en un temps record. Sissi doit se soumettre à de longues séances d’essayage qui l’ennuient.
À cela, s’ajoutent de longues séances de pose pour des portraits. En effet, à l’époque de ses fiançailles, Sissi est une inconnue du grand public et de l’aristocratie. Sa famille vit retirée et n’exerce aucune charge à la cour de Bavière. Afin que ses futurs sujets découvrent son visage, elle pose dès l’annonce de son mariage pour les peintres Friedrich Dürck et Eduard Kaiser. L’empereur, mécontent du résultat, demande à ce dernier de recommencer son travail.
Afin d’éviter que, par le jeu d’alliances ou d’héritages, Sissi se retrouve un jour en position de régner sur la Bavière, et bien que la probabilité en soit faible, elle doit signer une renonciation solennelle au trône bavarois. La cérémonie a lieu à la résidence de Munich le 27 mars 1854.
Enfin, compte tenu du lien étroit de parenté entre les fiancés, dont les deux mères sont sœurs, il faut demander une dispense papale. Celle-ci est accordée par le pape Pie IX le 12 octobre 1853.

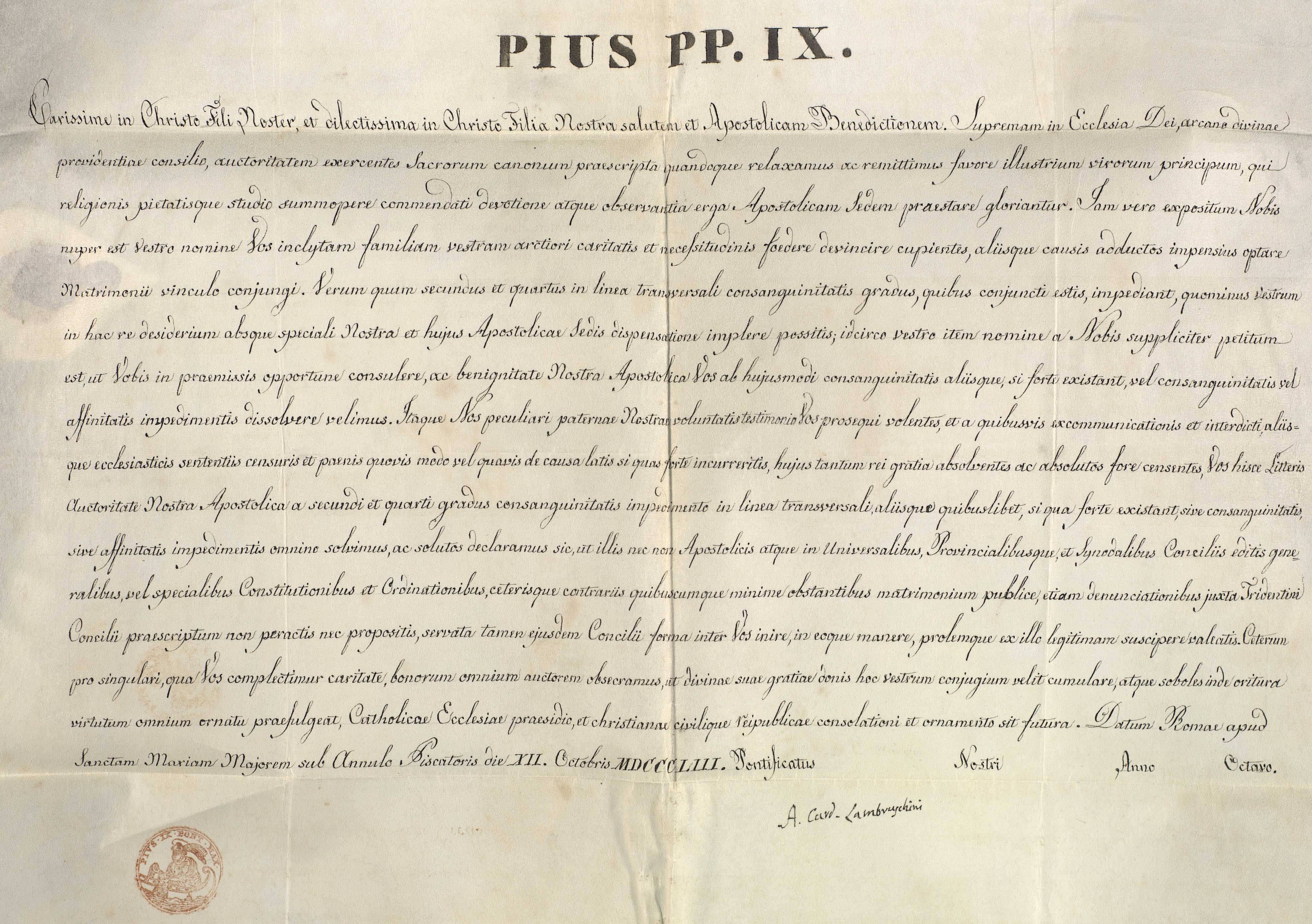
Dispense papale autorisant le mariage de François-Joseph et de sa cousine germaine Elisabeth.

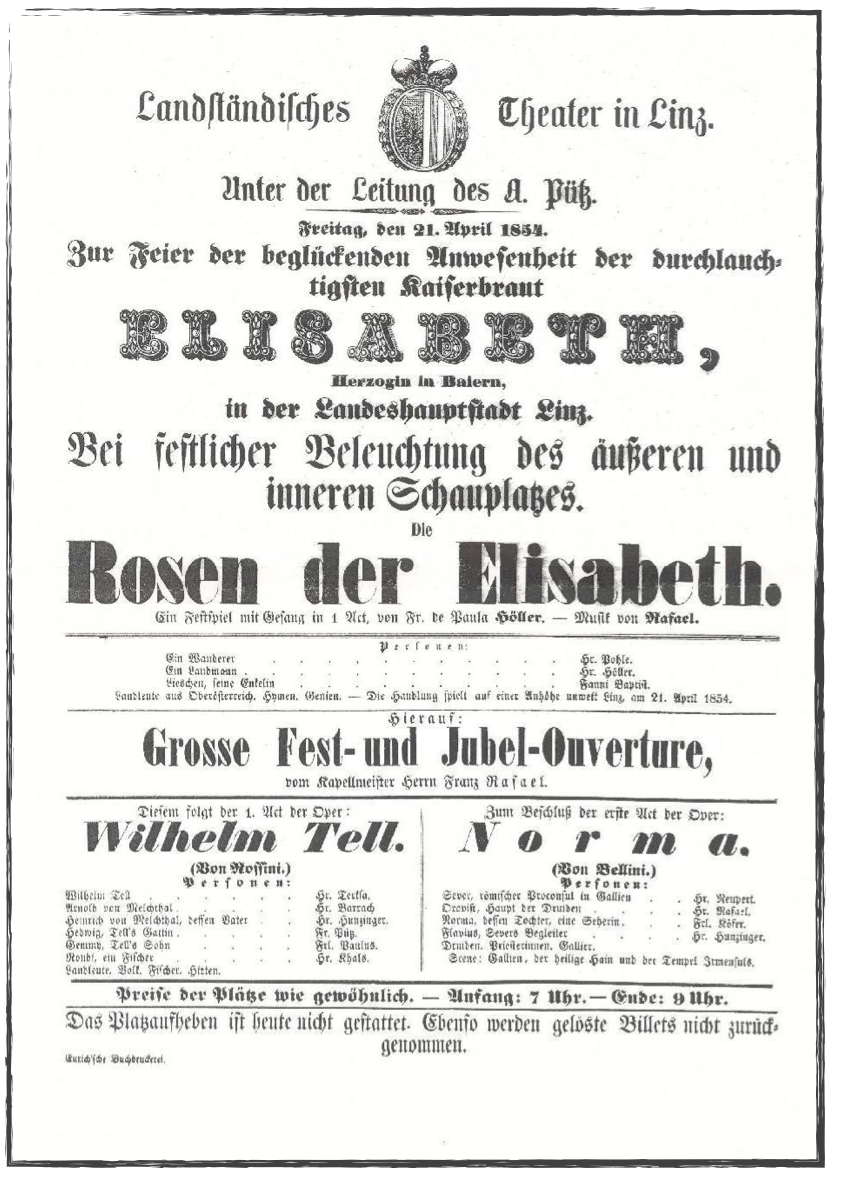
Affiche du spectacle "Les Roses d'Elisabeth" donné à Linz lors du passage de Sissi le 21 avril 1854.

Le 20 avril 1854, la future impératrice d’Autriche quitte sa Bavière natale pour rejoindre Vienne. Une messe est dite dans la chapelle du palais ducal de Munich, où sa famille réside durant l’hiver. Puis, Sissi serre la main de tous les membres du personnel et leur remet un cadeau. Après avoir dit au revoir au roi et à la reine de Bavière, elle se met en route sous les acclamations de la foule. Pendant les trois jours que dure son périple, des fêtes sont organisées en son honneur à chaque étape de son parcours : à Landshut, à Straubing, à Passau et à Linz.

## Les festivités

### L’entrée solennelle à Vienne
L’entrée officielle d’une future mariée impériale à Vienne obéit à un rituel bien précis.

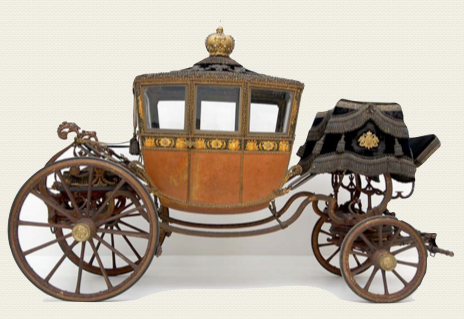
Carrosse utilisé par Sissi le jour de son entrée officielle à Vienne, le 23 avril 1854. Ce carrosse fut construit à Paris en 1790 et utilisé par Napoléon lors de son couronnement en tant que roi d’Italie à Milan le 26 mai 1805. Après la défaite napoléonienne, l’empereur d’Autriche ramène le carrosse à Vienne, où il est redécoré aux armes de l’Autriche, devenant un symbole de la patrie triomphante.

Le cortège part du Theresianum, traverse le pont Elisabeth, décoré, et termine son parcours au palais de la Hofburg. Montée aux côtes de sa mère dans le carrosse dit « milanais » que les fiancées impériales utilisent traditionnellement pour leur entrée officielle à Vienne, Sissi ne cesse de pleurer. Arrivée à la Hofburg, la fiancée impériale accroche son diadème à l’encadrement du carrosse en descendant, ce qui est considéré par la cour comme un mauvais présage.

### 24 avril 1854: le mariage religieux
La cérémonie commença à 18 heures dans l’église des Augustins. Pour l’occasion, l’intérieur fut décoré de précieuses tapisseries de Gobelins ornées de versets des Saintes Écritures et illuminé de 15 000 cierges. La mariée entra dans l’église accompagnée de sa mère et de l’archiduchesse Sophie par un tunnel qui reliait les appartements impériaux à l’église. Elle prit place à côté de l’empereur sous un dais brodé d’or, en face de l’autel. Après une courte prière et la bénédiction des alliances, le couple s’avança, sur invitation de la Grande-Maîtresse de la Cour, au pied de l’autel, où l’archevêque de Vienne Joseph Othmar von Rauscher prononça son homélie.

Cérémonie du mariage religieux; l'Archevêque de Vienne joint les mains des époux après l'échange des consentements.

Alors que le protocole avait prévu une « courte allocution», le sermon de l’archevêque fut si long que le prélat y gagna le surnom de « Plauscher » (jeu de mots entre son nom et le verbe plauschen qui signifie « papoter »). Il conclut son sermon en s’adressant à Élisabeth par ces mots : « Vous serez pour lui une île, paisible au milieu des flots grondant, une île où s’épanouissent roses et violettes ».
Le chapelain de la cour tendit alors à l’archevêque le coussin d’or sur lequel reposaient les alliances. Dès les consentements prononcés, des coups de canon annoncèrent à la population de l’empire qu'elle avait une nouvelle souveraine.
Après avoir été aspergés d’eau bénite par l’archevêque, les nouveaux mariés quittèrent l’église et retournèrent à la Hofburg.

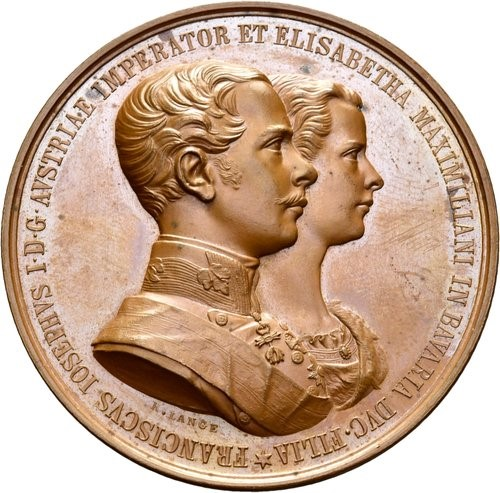
Médaille commémorative en argent du mariage, 1854 ; médailliste : Konrad Lange.
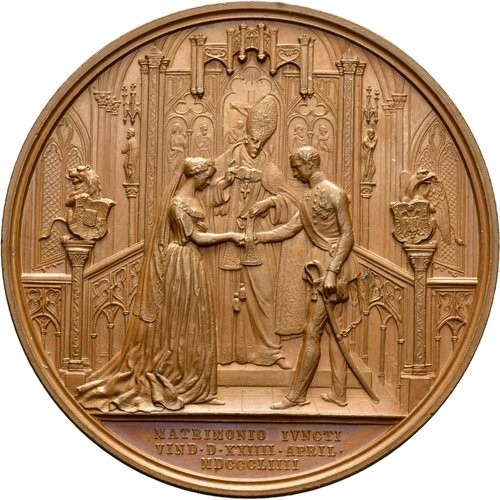
Les mariés devant l’archevêque Joseph Othmar von Rauscher.

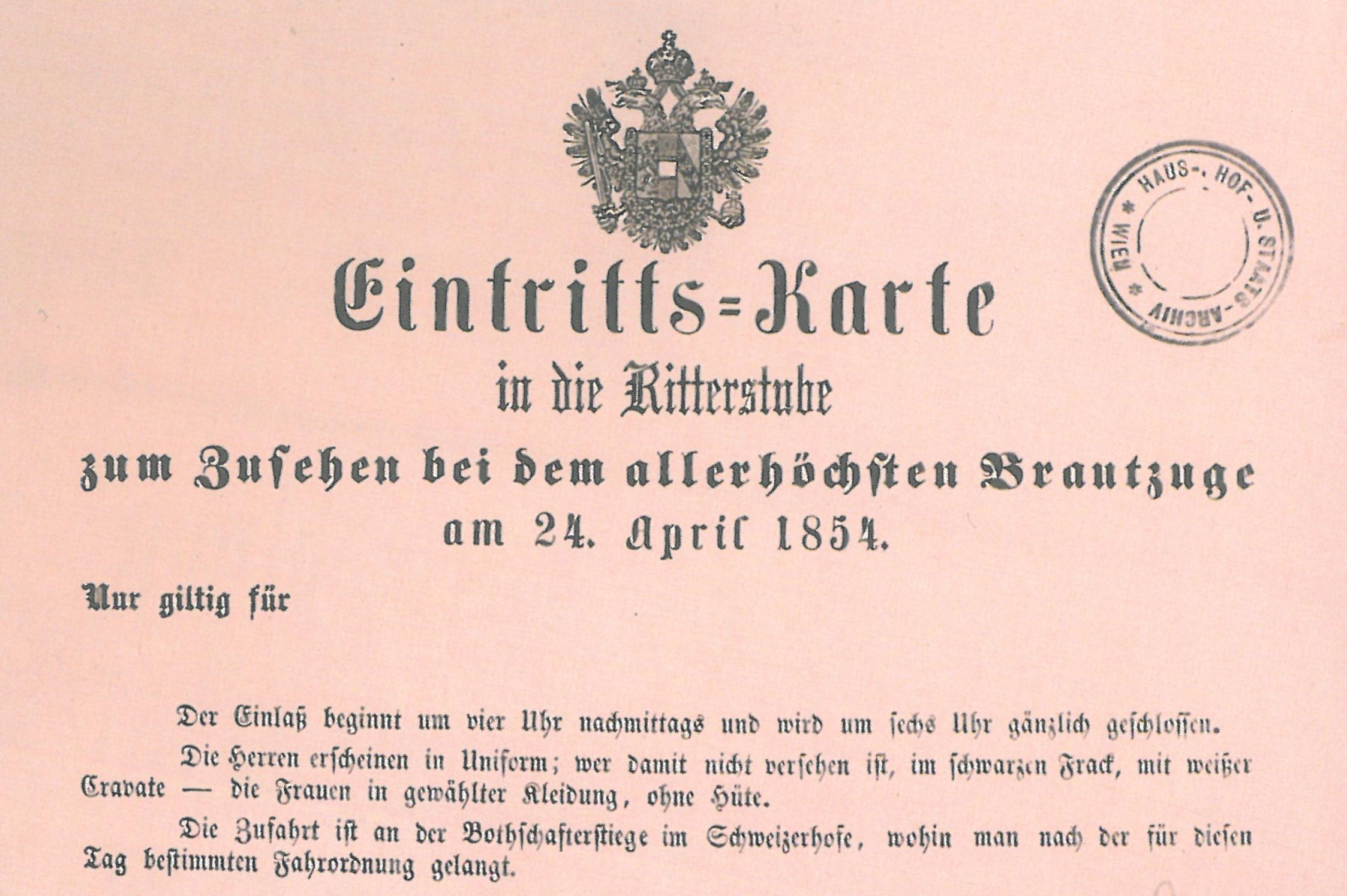
Carte d'accès à la première antichambre des salons d'honneur du palais de la Hofburg.

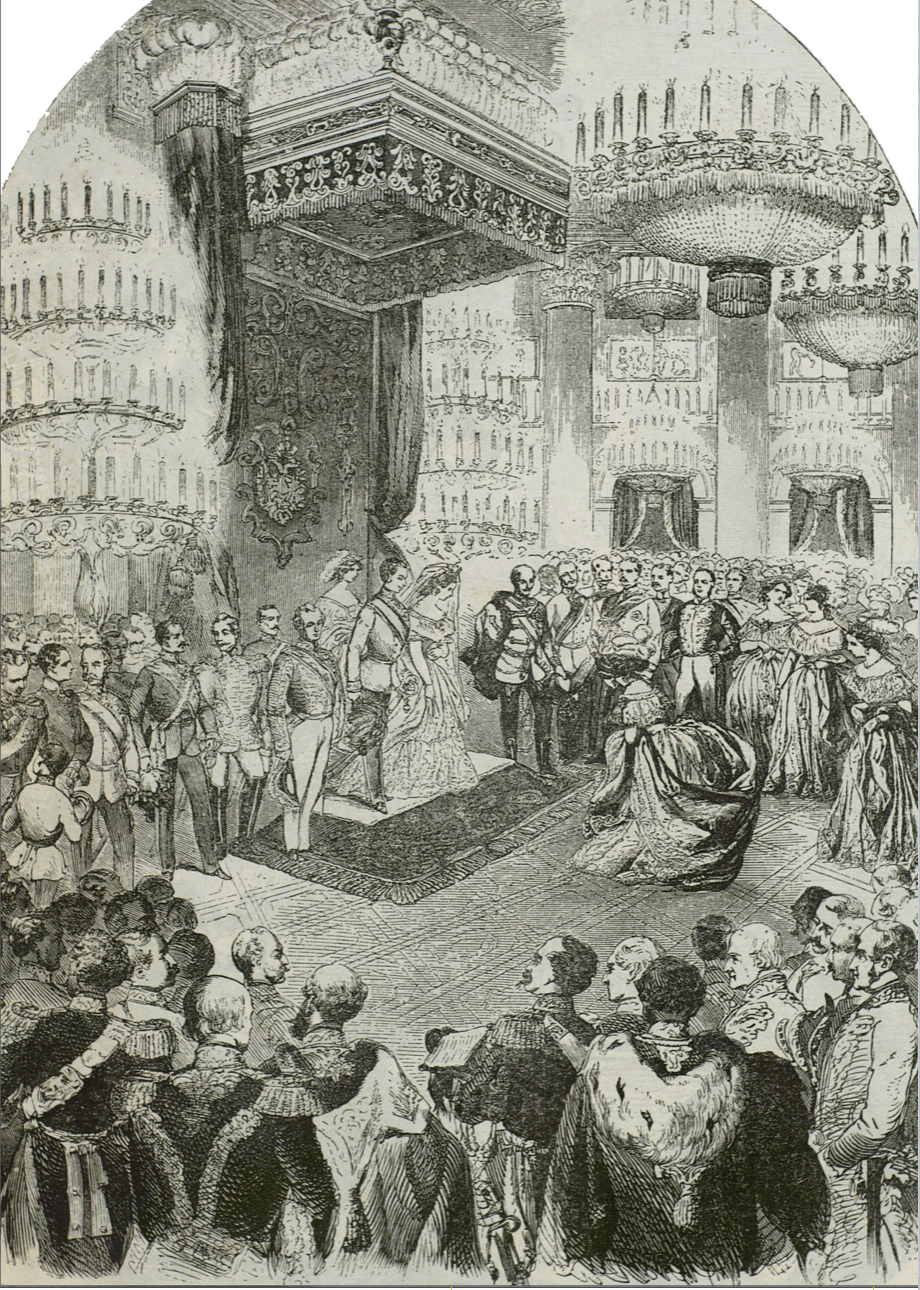
Réception de mariage de François-Joseph et Sissi dans la salle du trône.

Un long défilé de révérences, félicitations et baisemain commença alors dans les salons décorés de la Hofburg, où chacun est admis selon son rang. Enfin, les membres de la Cour furent reçus dans la salle du trône.
La soirée se termina par un dîner de gala, aux mets desquels Élisabeth ne toucha presque pas. Épuisée et effrayée, elle se réfugie dans la pièce attenante, au grand émoi de la Cour. Quand elle reconnut ses deux cousines bavaroises Aldegunde et Hildegarde, elle voulut les embrasser au lieu de leur donner sa main à baiser comme il sied à une impératrice d’Autriche. L’assistance fut horrifiée de ce manquement au protocole et Sophie rappela à la jeune Impératrice que sa nouvelle position lui interdisait désormais d’agir de la sorte.

### 25-30 avril: une capitale en fête pour le mariage de son souverain
Le lendemain, le couple sortit de la Hofburg à 20h30 pour admirer les illuminations de la capitale viennoise. La ville a revêtu son habit de fête pour les noces de son souverain. Vienne n'est que bouquets, arcs de triomphe, bannières.
Les nouveaux mariés n’eurent pas la possibilité de partir en lune de miel avant le 11 mai car les fêtes se succédaient : audiences, théâtre paré, bals. L’Archiduchesse Sophie accompagne la jeune impératrice à toutes les cérémonies, et lui prodigue ses conseils et remarques : « tu dois te tenir mieux, saluer plus chaleureusement, tu n’as pas parlé à telle dame, tu as été trop familière avec tel monsieur. ». Le 28 avril, épuisée et nerveuse, Élisabeth refuse d’assister aux audiences prévues ce jour-là. Compréhensif, l’Empereur annule tous les rendez-vous et emmène Sissi pour une après-midi à deux au Prater. Malheureusement pour le jeune couple, la rumeur de leur présence se répand comme une trainée de poudre, et en moins d’une heure, le Prater est envahi de curieux, contraignant le couple impérial à écourter sa promenade. Cependant, Sissi et François-Joseph reviendront le lendemain, pour la fête populaire prévue par le protocole. Elisabeth s’y amuse beaucoup, et apprécie particulièrement le spectacle donné par le cirque Renz.

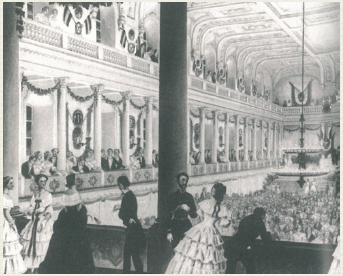
Bal à la Cour de Vienne donné pour le mariage de François-Joseph et Sissi, 27 avril 1854.

Le 27 avril, un grand bal fut donné à la Cour, dans la Redoutensaal. L’impératrice ouvrit le bal avec le Duc George de Cambridge, au son d'un orchestre dirigé par Johann Strauss II. Elle était vêtue d’une robe blanche, rehaussée d’une ceinture de diamants. Ses cheveux sont ornés d’un diadème, souligné par une couronne de fleurs. Selon un chroniqueur de l’époque, le couple impérial et leurs invités renvoyaient « une image magnifique ».

## La robe de mariée de Sissi, une énigme
Plusieurs portraits ou dessins de Sissi en mariée ont été réalisés. Cependant, la robe qu’ils représentent est chaque fois différente . De même, deux musées revendiquent la possession de la couronne de mariée de l’impératrice : le musée du pèlerinage d’Altötting, et le musée des vêtements sacerdotaux de l’église Matthias de Budapest,.
Selon un témoignage d’époque, « la robe de couleur blanche, taillée dans un lourd tissu de soie, était ornée de broderies d’or et d’argent. Un manteau de cour avec une longue traîne également brodée d’or complétait l’ensemble. Elle portait l’insigne bavarois de l’Ordre de Thérèse et l’insigne de l’Ordre de la Croix étoilée autrichienne. Le précieux voile en dentelle de Bruxelles était fixé à la chevelure par des agrafes de brillants ; la couronne de mariée en fleur d’oranger et myrte fraiche était complétée par un diadème de diamants, que l’Archiduchesse Sophie portait le jour de ses noces et qu’elle avait prêté à sa belle-fille. Son cou était orné d’un magnifique collier de diamants ; des bijoux assortis et des fleurs étaient accrochées au manteau. L’ensemble était complété par un bouquet de roses blanches ».
Des comptes rendus publiés dans les journaux d’époque en donnent une description différente : le Münchner Nachrichten évoque une couronne de roses à côté du diadème et une parure de brillants et de perles tandis que l’Innsbrücker Nachrichten mentionne des broderies d’argent à la taille et aux manches.
Ces témoignages divergents ne permettent pas de reconstituer avec exactitude la robe nuptiale de Sissi. En revanche, on sait aujourd’hui que les broderies au fil d’or et d’argent furent exécutées à Vienne dans l’atelier de Rudolf Ianscha. Après son mariage, Sissi offrit, comme la coutume l’exigeait, un morceau de sa robe à un haut lieu de pèlerinage catholique, la basilique de Maria Taferl. Les broderies furent décousues de la robe pour orner une chasuble.

## Les invités
Le mariage de François-Joseph et Sissi fut avant tout une affaire de famille. Les chefs d’État étrangers ne furent pas invités, sauf s’ils appartenaient à la famille Habsbourg. Les maréchaux vainqueurs de la révolution de 1848, Radetzky, Windischgrätz, Nugent, Jelačić furent conviés et particulièrement mis à l’honneur : ils furent les premiers reçus en audience par le nouveau couple lors de la réception à la Hofburg qui suivit la cérémonie nuptiale. Dans le cas de Radetzky, Sophie lui écrit personnellement pour l’inviter au mariage de son fils.
Au fond de l’église, une tribune fut réservée pour le public.

## Cadeaux et félicitations

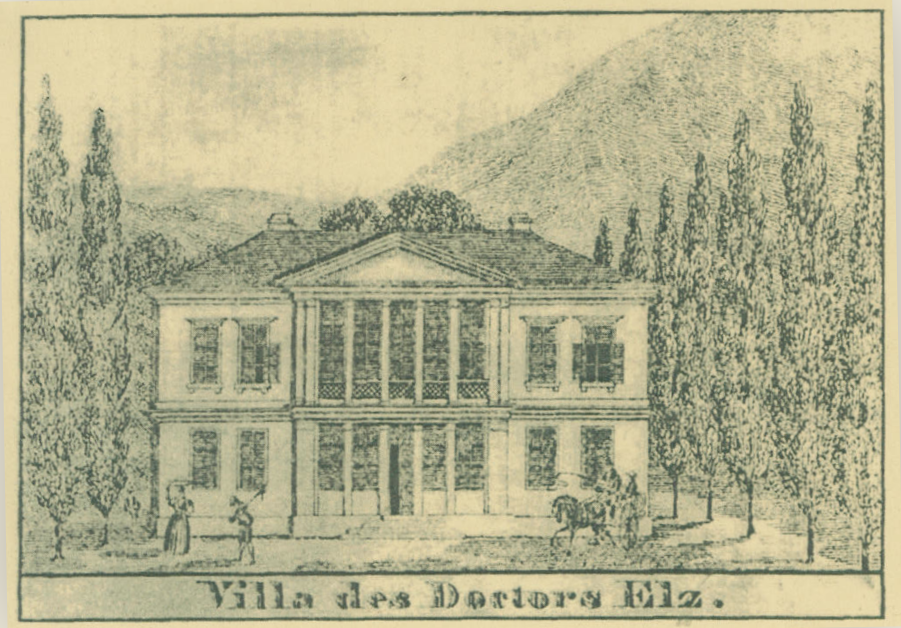
La villa Eltz à l'époque de son acquisition par l'Archiduchesse Sophie.

Les souverains européens et le président des États-Unis d’Amérique envoyèrent des félicitations aux nouveaux mariés. Celle du Sultan de l’Empire Ottoman Abdülmecid Ier n’arrivera qu’en 1855, probablement à cause de la guerre de Crimée, dans laquelle la Turquie était engagée.
Les parents de l’Empereur offrirent au jeune couple une résidence d’été à Bad Ischl. La villa Eltz – qui correspond au bâtiment central actuel -, fut achetée par l’Archiduchesse Sophie en 1853 et fut agrandie pour former un E.
Les travaux dureront 4 ans et l’ensemble sera achevé en 1860. La Kaiservilla (villa de l’Empereur) est toujours habitée par les descendants du couple impérial.

## Sources

### Sources primaires
- Archives nationales autrichiennes, cartons n° NRA neue Zeremoniel Akten 249, ZA Prot 66, H.A. Min K K H Vermählungen K28 et 29, Craneville 264
- Archives Passau
- Archives Landshut
- Archives Straubing
- Archives Linz
- Domus Istoriae (archives du diocèse de Budapest)
- Correspondance diplomatique Ambassadeur de France en Autriche
- Correspondance diplomatique Ambassadeur de Belgique en Autriche

### Journaux
- Wiener Zeitung, die Presse, Münchener Neueste Nachricht, le Donau Zeitung, Straubinger Wochenblatt

### Brochures, dépliants et revues
- Magazine „Royal romances“, spécial François-Joseph et Elisabeth, Londres, 1990
- Princes d’Europe et d’ailleurs, Sissi, centenaire d’un mythe, 1998
- Kaiserin Elisabeth Album, Spitzen und Portrait, Ausstellung, Vienne, 1906
- Österreichs Huldigungs-Klänge zum silbernen Hochzeitsfeier Ihrer Majestäten Franz Joseph I und dessen durchlauchtigsten Gemahlin, der Kaiserin Elisabeth, Vienne, 1978